# 19993 Günterseeber
19993 Günterseeber è un asteroide della fascia principale. Scoperto nel 1990, presenta un'orbita caratterizzata da un semiasse maggiore pari a 2,5623890 UA e da un'eccentricità di 0,2530629, inclinata di 3,71469° rispetto all'eclittica.